# Dag-Inge Ulstein
Dag-Inge Ulstein (født 4. december 1980) er en norsk politiker fra Kristelig Folkeparti. Fra den 22. januar 2019 til 14. oktober 2021 var han udviklingsminister i Erna Solbergs regering. Ved Stortingsvalget 2021 blev han valgt for perioden 2021-2025 fra Hordaland.
Fra 26. juni 2013 til 17. juni 2014 var han byråd for sociale, boliger og områdesinitiativer i Bergen kommune, og fra 22. oktober 2015 til 22. november 2018 var han byråd for finansiering, innovation og ejendom.